# 淑儀
淑儀（しゅくぎ）は、晋朝以降の後宮における皇帝の側室の称号。
西晋の武帝の時に淑儀の号が制定され、「九嬪」の第3位となった。南北朝から五代十国において、淑儀は九嬪の一つであった。宋において、淑儀は十八嬪の一つとなっていて、従一品に相当する。清代に廃止されている。
李氏朝鮮では、『経国大典』によると淑儀は従二品の後宮であった。